# Отворено првенство Катара за мушкарце 2008.
Отворено првенство Катара за мушкарце 2008 (познат и под називом Qatar ExxonMobil Open 2008) је био тениски турнир који је припадао АТП Интернационалној серији у сезони 2008. То је било шеснаесто издање турнира који се одржао на тениском комплексу у Дохи у Катару од 31. децембра 2007. — 5. јануара 2008. на тврдој подлози.

## Носиоци
| Држава | Играч             | Позиција1 | Носилац |
| ------ | ----------------- | --------- | ------- |
| РУС    | Николај Давиденко | 4         | 1       |
| ШПА    | Томи Робредо      | 10        | 2       |
| УК     | Енди Мари         | 11        | 3       |
| ХРВ    | Иван Љубичић      | 18        | 4       |
| ХРВ    | Иво Карловић      | 22        | 5       |
| НЕМ    | Филип Колшрајбер  | 32        | 6       |
| РУС    | Игор Андрејев     | 33        | 7       |
| РУС    | Дмитриј Турсунов  | 34        | 8       |

- 1 Позиције од 24. децембра 2007.[1]

### Други учесници
Следећи играчи су добили специјалну позивницу за учешће у појединачној конкуренцији:
- Рајнер Шитлер
- Абдала Хаџи
- Макс Мирни

Следећи играчи су ушли на турнир кроз квалификације:
- Бенедикт Дорш
- Себастијен де Шонак
- Кристоф Рохус
- Алберто Мартин

### Одустајања
- Никола Кифер (друго коло)
- Јанко Типсаревић (друго коло)

## Носиоци у конкуренцији парова
| Држава | Играч               | Држава | Играч            | Носиоци |
| ------ | ------------------- | ------ | ---------------- | ------- |
| КАН    | Данијел Нестор      | СРБ    | Ненад Зимоњић    | 1       |
| ЧЕШ    | Мартин Дам          | ЧЕШ    | Павел Визнер     | 2       |
| ЧЕШ    | Франтишек Чермак    | ЧЕШ    | Лукаш Длоухи     | 3       |
| ПОЉ    | Маријуш Фирстенберг | ПОЉ    | Марћин Матковски | 4       |

### Други учесници
Следећи играчи су добили специјалну позивницу за учешће у конкуренцији парова:
- Рос Хачинс/ Енди Мари
- Томи Робредо/ Сантијаго Вентура Бертомеу

## Шампиони

### Појединачно
Енди Мари је победио  Станисласа Вавринку са 6:4, 4:6, 6:2.
- Марију је то била прва (од пет) титула те сезоне и четврта у каријери.

### Парови
Филип Колшрајбер /  Давид Шкох су победили  Џефа Кутзија /  Веслија Мудија са 6:4, 4:6, 11:9.
- Колшрајберу је то била прва (од две) титуле те сезоне и четврта у каријери.
- Шкоху је то била једина титула те сезоне и последња (пета) у каријери.